# Excavacions arqueològiques de Boscoreale
Les excavacions arqueològiques de Boscoreale han tret a la llum una sèrie de vil·les romanes, majoritàriament rústiques, concentrades en aquella zona que segons alguns formava part del Pagus Augustus Felix Suburbanus, és a dir, un suburbi pompeià, inclòs avui en el territori comunal de Boscoreale, que limita amb Boscotrecase i Terzigno; en aquests llocs es concentraven les activitats relacionades amb la ramaderia i l'agricultura, sobretot de vinya i cereals.

## Història
Les primeres excavacions arqueològiques que es van dur a terme a Boscoreale es remunten a mitjans del 1700, com ho demostra un informe de Karl Jakob Weber, que parlava d'una exploració a la zona, després d'algunes troballes d'objectes i murs romans durant la construcció d'un carretera per Torre Annunziata; aquesta primera excavació es va allargar durant poc més d'un mes, per quedar abandonada per manca de troballes. Una segona excavació es va fer el 29 de desembre de 1760 arran del descobriment d'algunes estances i monedes d'or i plata. Una altra investigació arqueològica es va dur a terme a partir del 14 de maig de 1774, quan durant les obres de recollida de lapil·li es va trobar una estàtua de bronze i inscripcions; aquesta excavació va durar diversos mesos, precisament fins al 2 de juliol de 1774, durant la qual es va trobar una gran quantitat d'objectes.

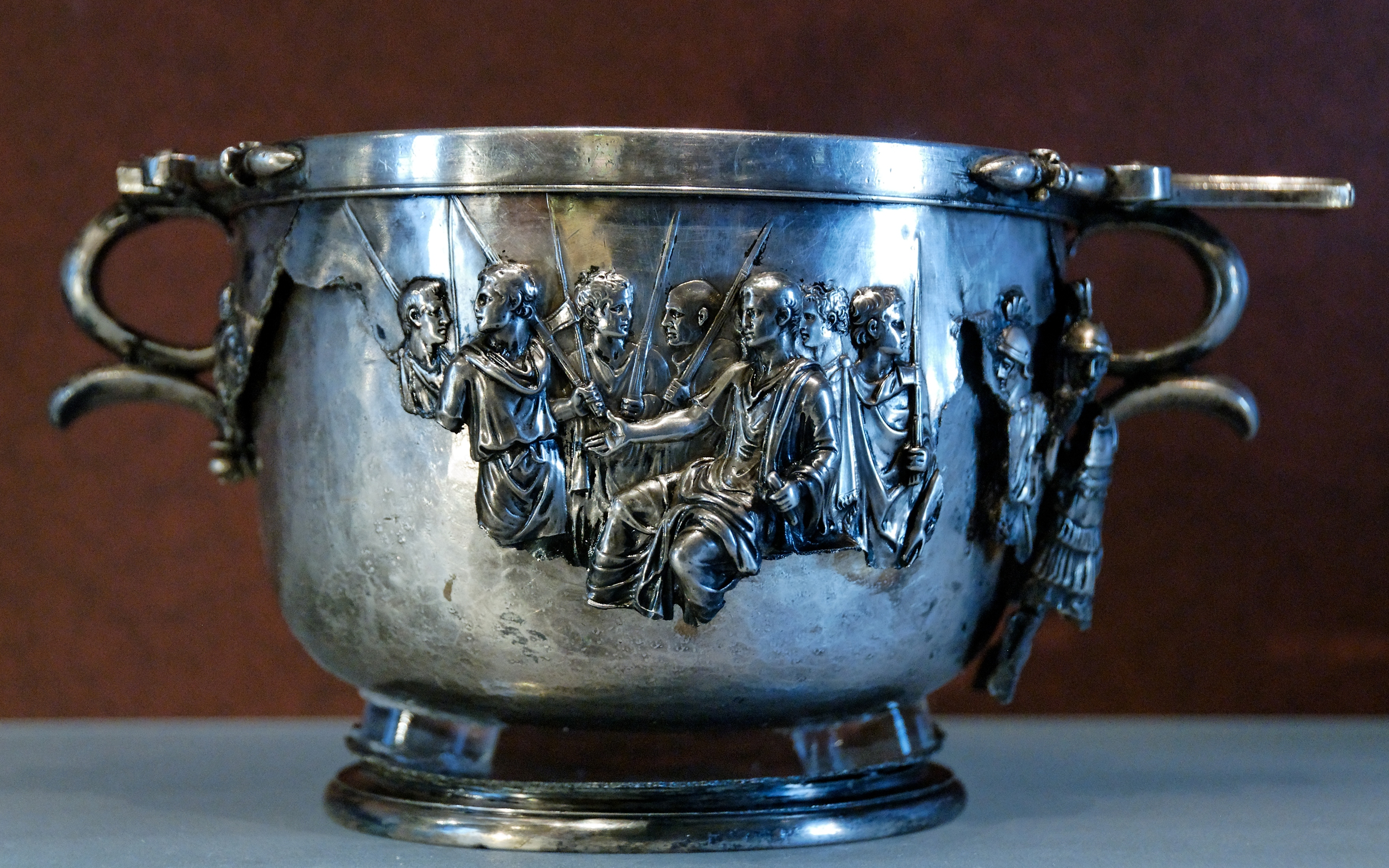
Escif del tresor de Boscoreale
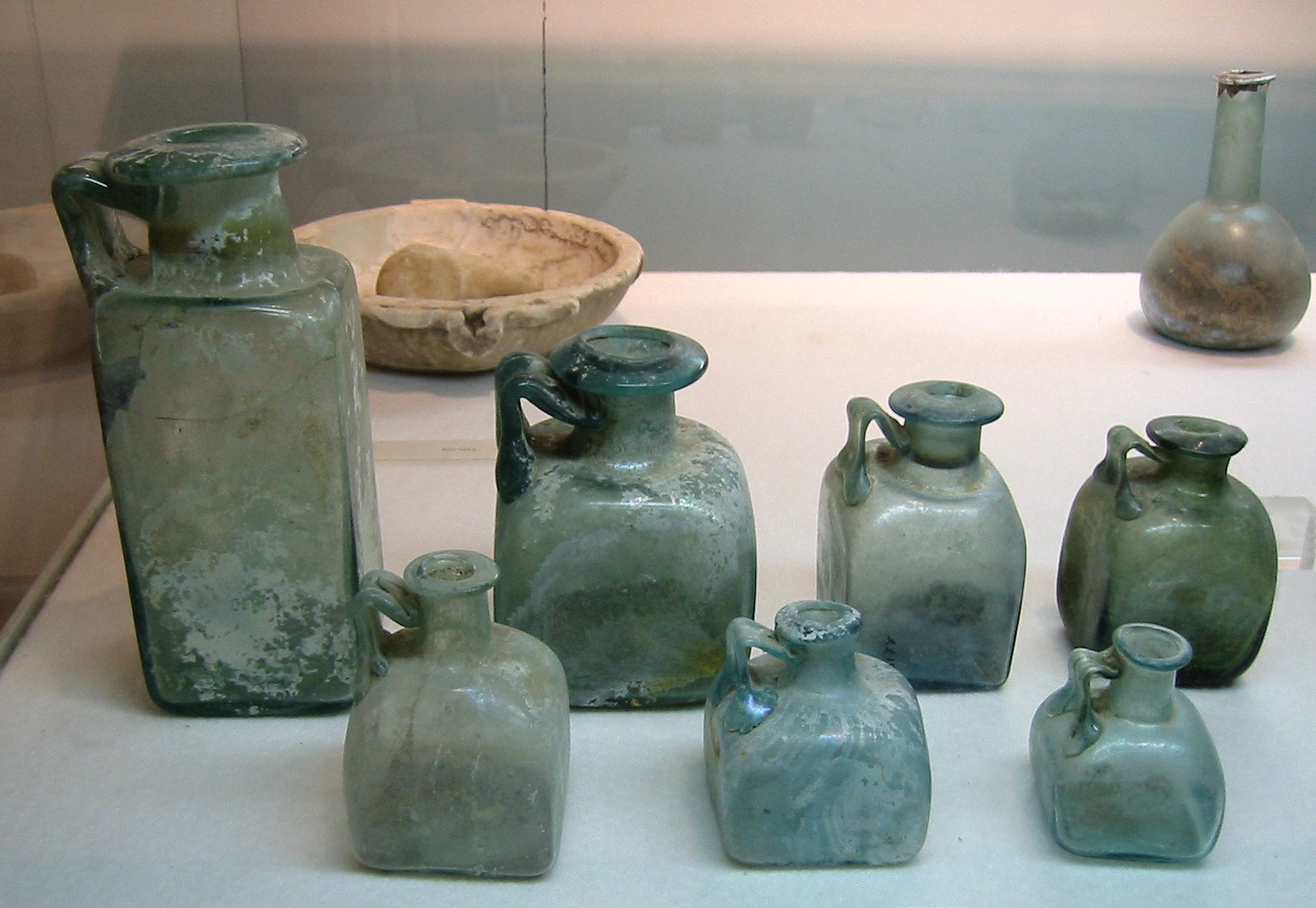
Càntirs

Després d'aquest primer període, durant més d'un segle Boscoreale no es va veure afectat per importants troballes arqueològiques, fins que l'any 1876 s'inicià una segona fase d'excavacions que va treure a la llum una trentena de vil·les rústiques, petites construccions amb zones dedicades a activitats agrícoles i algunes estances per al propietari, residències que, en canvi, estaven finament decorades. Es tractava majoritàriament d'exploracions destinades a recuperar mobles i decoracions tant de paret com de terra per ser transportats a museus com el Louvre de París, el Metropolitan de Nova York, l'Institut d'Art de Chicago o el Nacional Arqueològic de Nàpols, o per ser objecte de col·leccions privades.
El 9 de novembre de 1876, durant l'excavació dels fonaments d'una casa, van tornar a emergir alguns murs de la zona rústica d'una vil·la, batejats posteriorment amb el nom «de Cecilio Giocondo»; tanmateix, els treballs d'excavació es van suspendre immediatament i no es van reprendre fins al 10 de setembre de 1894. D'aquesta vil·la prové el famós Tresor de Boscoreale. Altres petites vil·les van ser explorades i despullades de la seva decoració i mobiliari fins al 1928, quan la zona de Boscoreale va tornar a caure en l'oblit; tots els edificis van ser enterrats de nou.
Durant el segle xx es van trobar diverses vil·les, de nou per motius aleatoris, però després d'una primera investigació aproximada es van tornar a cobrir.
Actualment, la única vil·la que es pot visitar és Vil·la Regina, que està totalment reconstruïda i restaurada arran de la construcció, l'any 1991, de l'Antiquarium de Boscoreale, situat al seu costat i del qual forma part integrant de l'itinerari de visita.Precisament, l'antiquarium alberga el que queda dels pocs artefactes restants trobats a la zona del Pagus Augustus Felix Suburbanus.

## Les vil·les

### La vil·la de la Pisanella
La Vil·la del la Pisanella va ser excavada i explorada entre 1894 i 1899 i posteriorment enterrada novament. La vil·la va ser descoberta inicialment l'any 1868 durant les obres d'excavació dels fonaments d'una muralla, que van posar a la llum algunes estructures de muralles romanes. Després d'una breu exploració per túnels subterranis, les obres es van interrompre a mesura que la vil·la va continuar en el fons d'un altre propietari.
L'exploració es va reprendre l'any 1894 i l'estructura va sortir a la llum en la seva totalitat. Era una vil·la rústica, totalment envoltada per una muralla per evitar la fugida dels esclaus, datada del segle i aC, amb una part reservada al propietari, segons alguns el banquer pompeià Lucius Caecilius Iucundus, i que, per tant, va presentar grans obres decoratives, com els frescos del tercer estil pompeià a la zona termal, i una zona dedicada a les activitats de producció amb una fleca, una quadra, un molí d'oli, una premsa de vil, un celler amb 84 dolis i diverses estances destinades a dormitoris dels criats. També hi havia un segon pis, que es va ensorrar arran de l'erupció, format per un cubicolum, dipòsits i solàrium. Al voltant de la vil·la es devia d'estendre les terres de conreu d'una superfície d'unes 24 hectàrees.
La troballa més important va ser sens dubte l'anomenat Tresor de Boscoreale, conservat en part avui al Museu del Louvre. Es tracta de peces d'argenteria, entre les quals destaquen les dues copes anomenades Triomf de Tiberi i August entronitzat, però també copes, gerres i phialai (tots finament decorats), així com 1037 monedes d'or.

### La vil·la de Publio Fannio Sinistore
La Vil·la de Publio Fannio Sinistore va ser explorada el 1894-1895 i va rebre el nom de la presència d'aquest nom en un gerro, tot i que molt probablement era propietat de Lucius Herius Florus, com ho demostra el descobriment d'un segell.

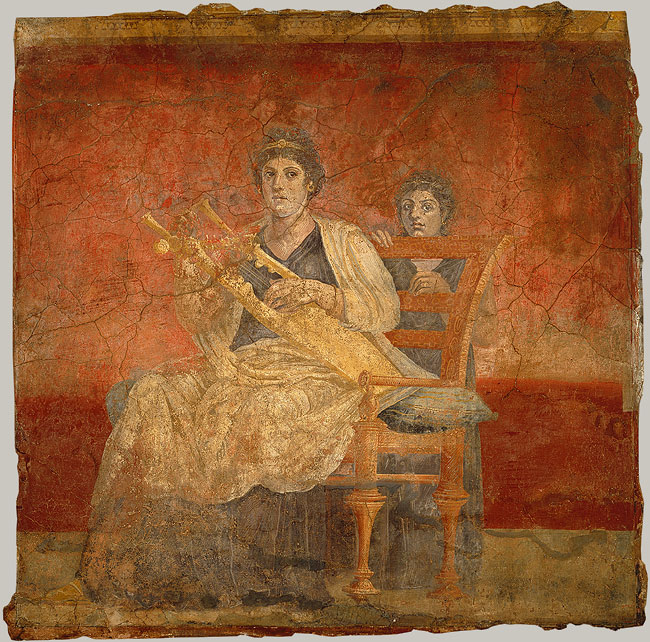
Fresc de la Vil·la de Publio Fannio Sinistore
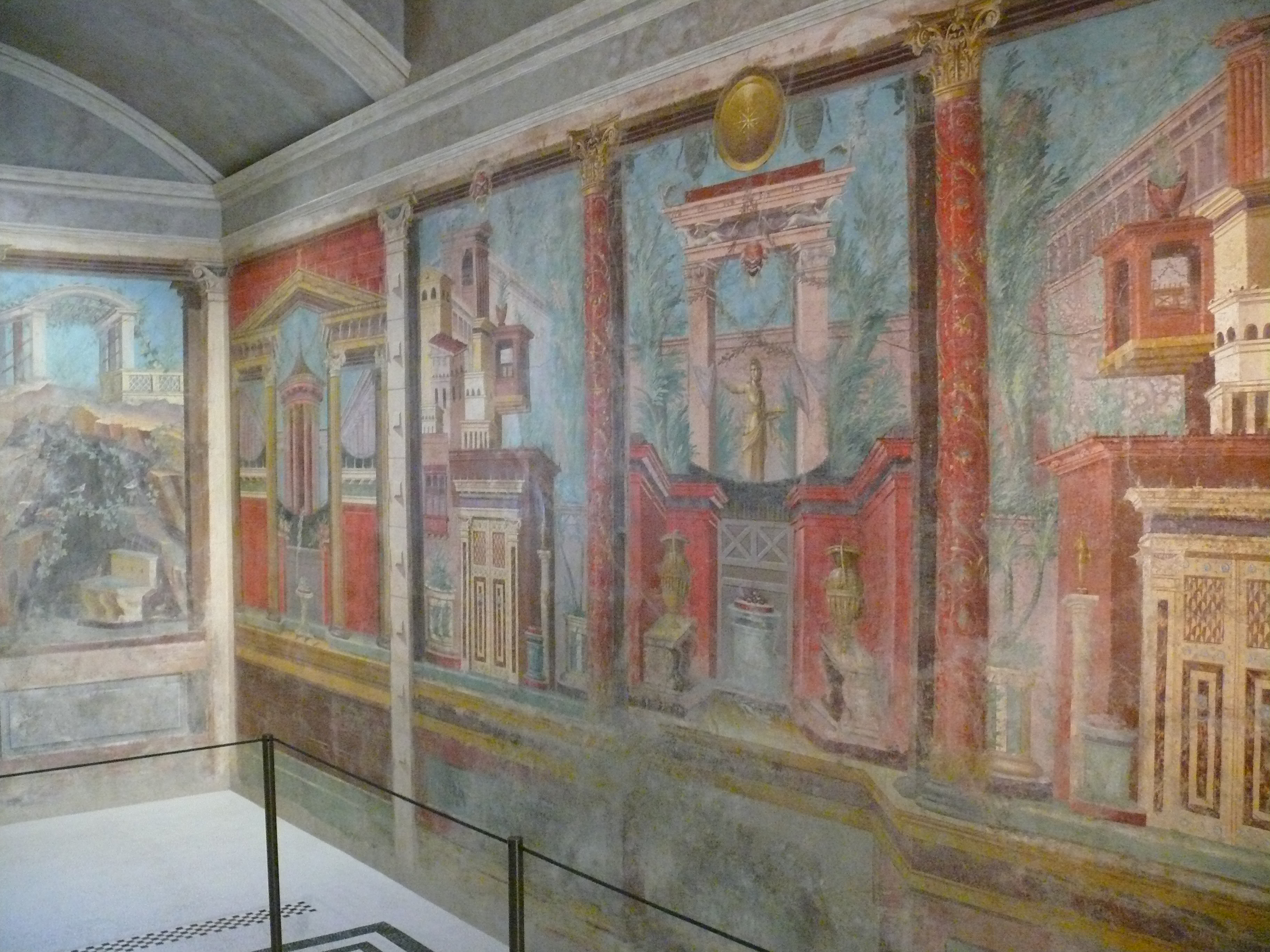
Paret de la Villa de Publio Fannio Sinistore al Metropolitan Museum of Art de Nova York

És una petita estructura amb una zona rústica de dimensions modestes i una zona residencial. Els frescos presents (tots daten del 40-30 aC) es conserven en diversos museus, com el Metropolitan Museum de Nova York, el Museu Arqueològic de Nàpols, el Louvre de París i el Musée Royal de Mariemont de Morlanwelz (Bèlgica); tots són del segon estil pompeià. Entre els més representatius hi ha una visió d'una ciutat, present en un cubicolum, una Venus amb Eros junt amb Dionís i Ariadna a la dreta i les Tres Gràcies a l'esquerra, representades a la paret d'un oecus. També hi ha pintats sobirans macedonis i grecs, i figures alades. No obstant això, les obres més importants estan representades per diverses megalografies, és a dir, frescos a mida natural.

### La vil·la Regina
La Villa Regina és l'única de Boscoreale visitada i totalment reconstruïda i restaurada. És una vil·la rústica, de dos nivells, que data del segle i aC. però que posteriorment va sofrir diverses ampliacions tant en l'època augustea com en la juliclàudia.

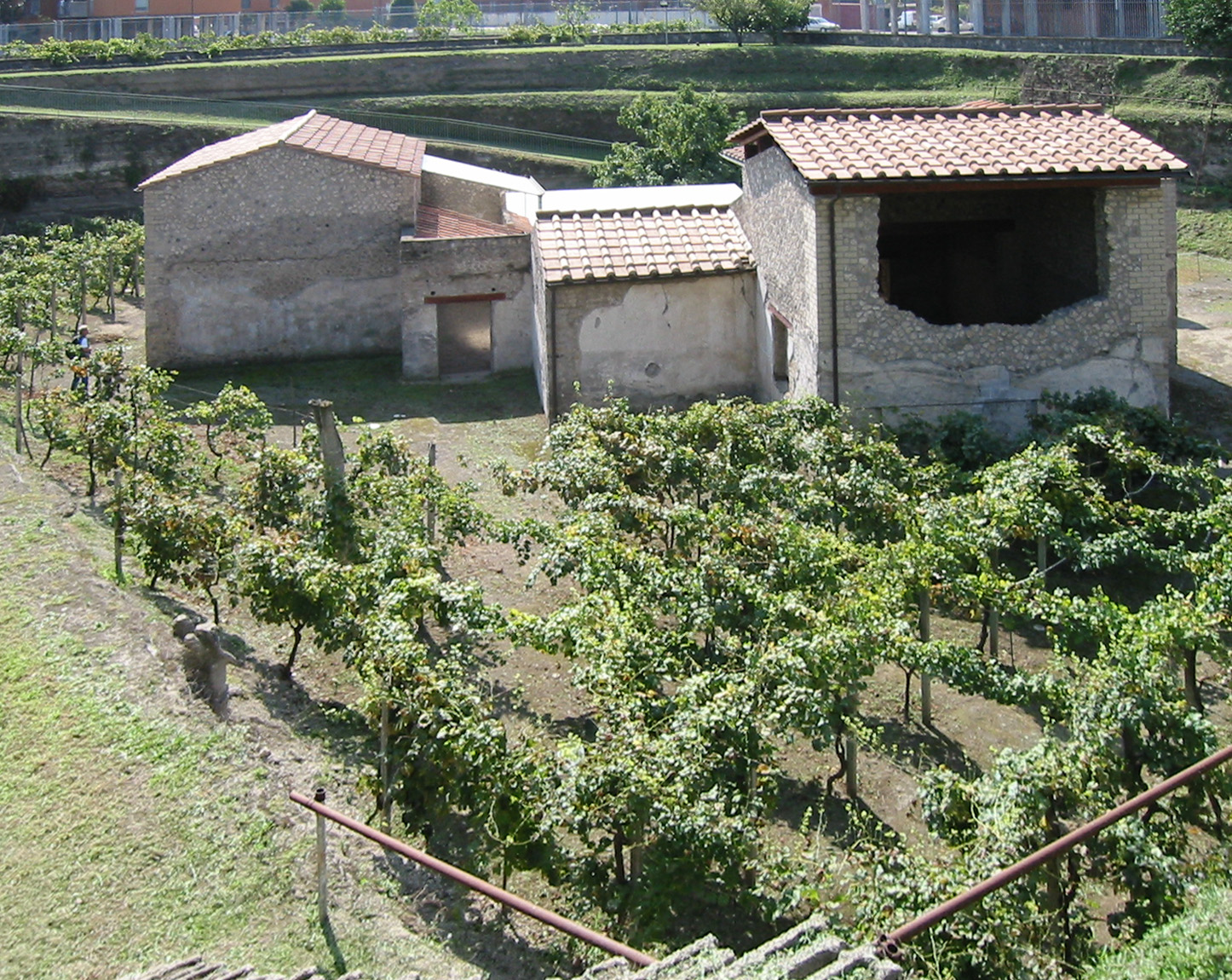
Vil·la Regina
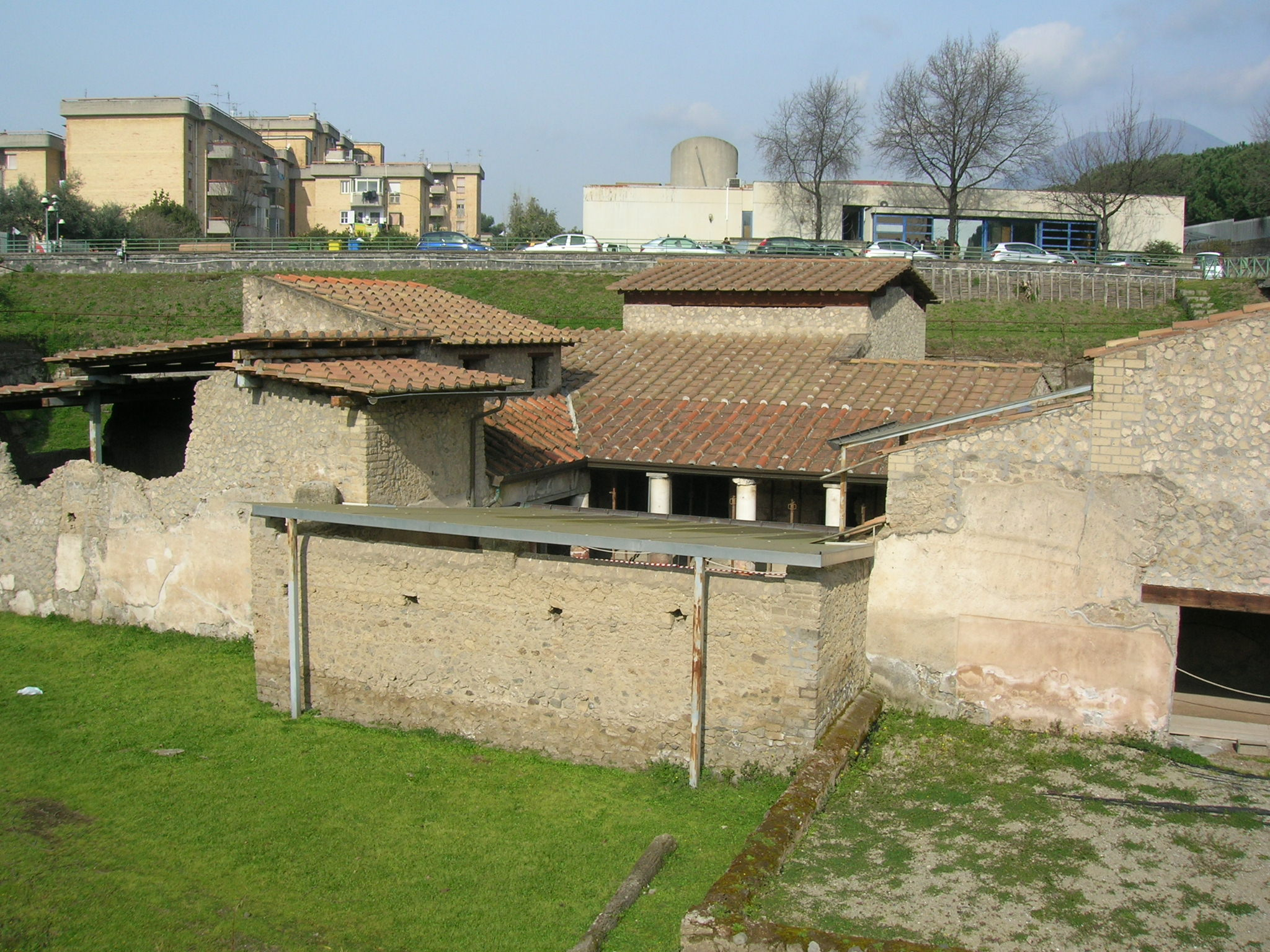
Vil·la Regina
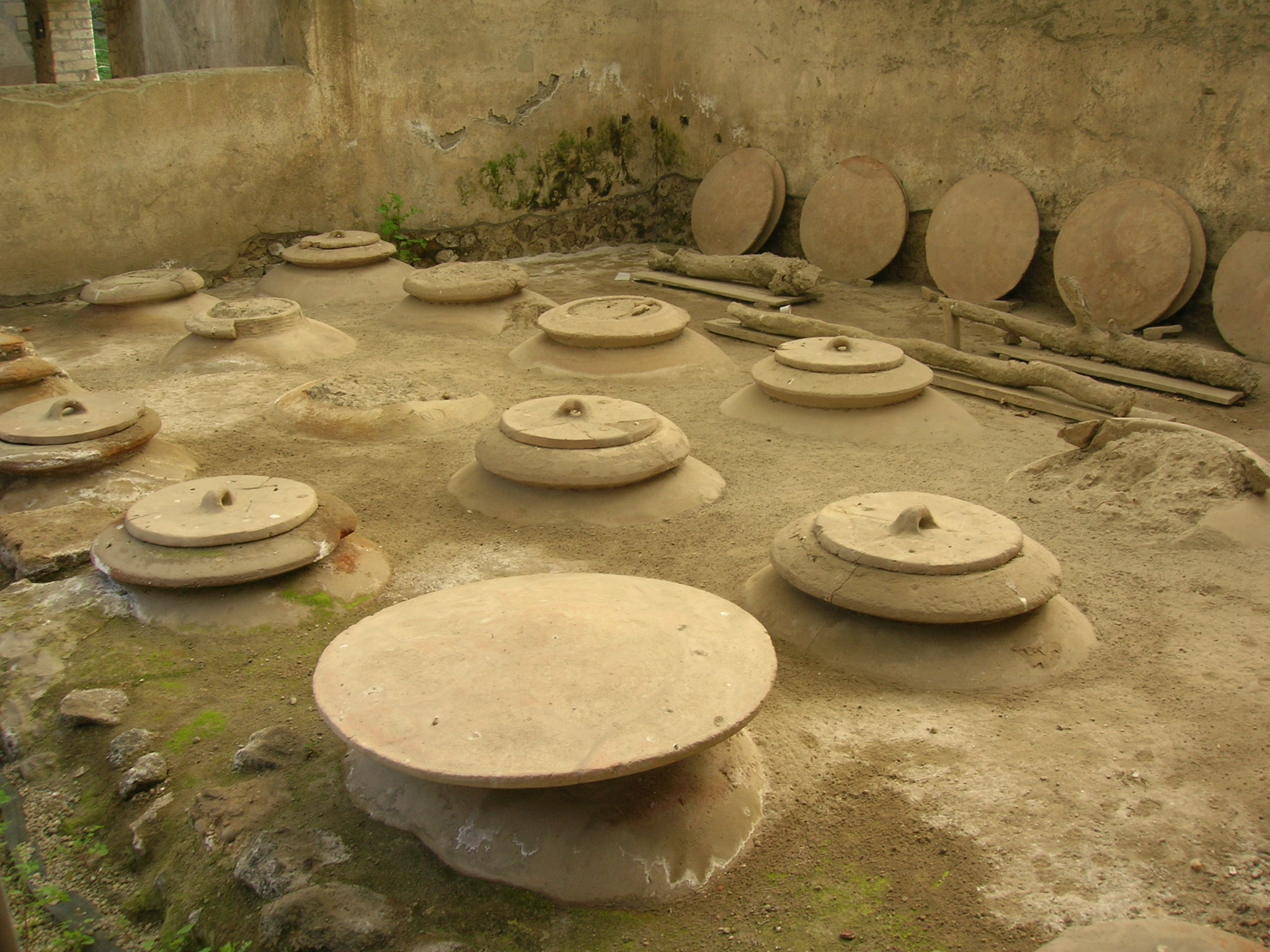
Dolis de la Vil·la Regina

L'edifici, de dimensions modestes, es desenvolupa al voltant d'un pati, que també albergava una cella vinaria (bodega) amb 18 dolis, vorejada per un pòrtic en el qual, durant l'excavació, es va trobar un plaustrum, és a dir, un carro de transport. Al voltant del pati hi ha diverses estances: un torcularium que albergava la premsa de vi de la qual avui en resta el motlle, una sala utilitzada tant com a dipòsit com a cuina, un dipòsit per al raïm premsat i un recipient per a la recollida del most, un graner, una cisterna per a l'aigua i un pati descobert vorejat per una vora de pedra. L'única sala de gran importància és el triclini amb decoracions del tercer i quart estil pompeià.
Al voltant de la vil·la s'alçava la zona agrícola, sobretot vinya, com ho demostren els motlles de les arrels de les plantes.

### Altres vil·les
Al llarg dels anys s'han descobert i explorat altres petites vil·les:
- Una vil·la a sota de Vito Antonio Cirillo, excavada el 1897-1898, en la qual es van trobar una premsa de vi i un larari amb frescos que actualment es conserven al Museu Field d'Història Natural de Chicago.
- Una vil·la rústica a Pisanella, excavada entre 1906 i 1908, amb frescos del tercer estil pompeià.
- La vil·la de Numerio Popidio Floro, excavada també entre 1906 i 1908, i de la qual encara és visible el tram relatiu a la zona termal, amb frescos del segon i quart estil pompeià conservats acutalment a l'Antiquarium de Boscoreale i a la Getty Villa de Malibù.[2]
- La vil·la de Marco Livio Marcello, trobada l'any 1928 al centre de Boscoreale.
- La vil·la rústica de la via Casone Grotta, trobada l'any 1986, de la qual s'han tret a la llum habitacions de dues plantes rellevants per a diferents fases de construcció.
- La vil·la de la localitat Cangiani, trobada durant el drenatge d'un canal l'any 1993.
- Una caupona a sota d'Acunzo, excavada parcialment a principis del segle xx, les estatuetes de bronze de la qual, trobades al lararium, es conserven ara al Walters Art Museum de Baltimore.[2]

### Les vil·les de Boscotrecase i Terzigno
Altres vil·les, sempre part del Pagus Augustus Felix Suburbanus, però que avui es troben al terme municipal de Boscotrecase, són: 
- La vil·la de Lucio Arellio Successo, excavada durant el bienni 1898-1899,amb frescos del primer d'estil pompeià i habitacions rústiques.
- La vil·la d'Agrippa Postumo, excavada parcialment els anys 1903 i 1905, de la qual s'havia trobat un peristil i habitacions decorades amb frescos del tercer estil pompeià, després desenganxades i conservades al Museu Arqueològic Nacional de Nàpols i al Metropolitan Museum de Nova York; les excavacions d'aquesta vil·la foren novament cobertes per lava l'any 1906.[2]

A la localitat de Boccia Al Mauro (Terzigno), es van trobar les restes de diverses vil·les l'any 1981, excavades només parcialment per la seva part rústica.